# Bond-Lassell Dorsum
Il Bond-Lassell Dorsum è una struttura geologica della superficie di Iperione.